# Richard Meade
Pour les articles homonymes, voir Meade.
Richard John Hannay Meade, né le 4 décembre 1938 à Chepstow et mort le 8 janvier 2015 à West Littleton, est un cavalier britannique de concours complet, triple champion olympique de sa discipline.

## Carrière
Richard Meade participe à quatre éditions des Jeux olympiques ; il est le cavalier britannique le plus titré à ce niveau. Aux Jeux olympiques d'été de 1964 à Tokyo, il se classe huitième de l'épreuve individuelle du concours complet sur le cheval Barberry.
Aux Jeux olympiques d'été de 1968 à Mexico avec Cornishman V, il obtient la quatrième place du concours complet individuel et la médaille d'or par équipe.
Sur Laurieston aux Jeux olympiques d'été de 1972 à Munich, il réalise le doublé en raflant les médailles d'or en concours complet individuel et par équipe.
Ses dernières Jeux se concluent sur une quatrième place au concours complet individuel avec le cheval Jacob Jones à Montréal en 1976.
Outre les Jeux olympiques, il remporte les Burghley horse trials en 1964 sur Barberry et les Badminton horse trials à deux reprises, en 1970 avec The Poacher et en 1982 avec Speculator III.
Il intègre en 1996 le Temple de la renommée des sports du pays de Galles.